# Jan Mattsson
Jan Mattsson (17 de abril de 1951) é um ex-futebolista sueco.